# Ekonomika Středoafrické republiky
Ekonomika Středoafrické republiky patří mezi nejméně rozvinuté na světě. Páteří je zemědělství spolu s lesnictvím. Hospodářský rozvoj brzdí konflikty současné vlády s opozicí, nekvalifikovanost pracovní síly, špatný dopravní systém a poloha země. Dotace Francie a mezinárodních organizací mohou jen částečně pokrýt humanitární potřeby obyvatelstva. Nezaměstnanost dosahuje 8% a v hlavním městě Bangui až 23%.
HDP v paritě kupní síly činí v současné době 3,184 miliardy $ a HDP na jednoho obyvatele se pohybuje okolo 700 $. Momentálně roste HDP o zhruba 2-3%, což je méně nežli tomu bylo v předchozích letech, v důsledku aktuální hospodářské krize.
Země neoplývá žádnými zásobami zemního plynu ani ropy, kterou musí dovážet. Naopak výroba elektřiny přesahuje spotřebu.
Měnou, stejně jako u mnoha bývalých francouzských kolonií, je CFA frank.
Zahraniční dluh v roce 2007 byl odhadován na 1,153 miliardy USD.

## Sektory
Zemědělství je páteří ekonomiky, tvoří 55% HDP a zaměstnává více než 70% obyvatel venkova. Pěstují se banány, káva, kukuřice, maniok, proso a jamy. Dalšími produkty jsou bavlna, dřevo a tabák.
Průmysl tvoří 20% HDP a sestává z pivovarnictví, výroby obuvi a textilu, montáže jízdních kol a motocyklů. Těží se zlato a diamanty.
Služby tvoří 25% HDP.

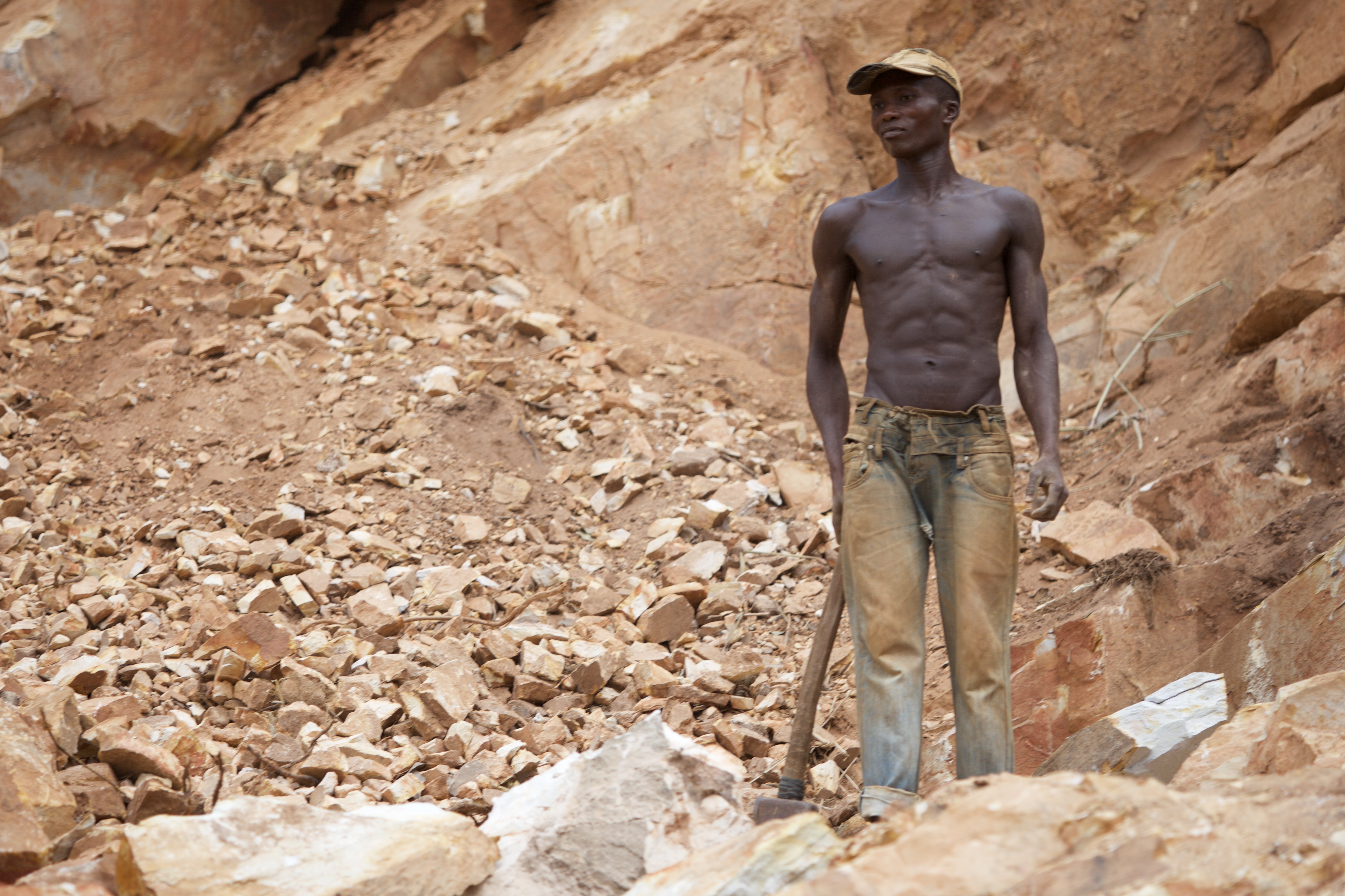
Lom
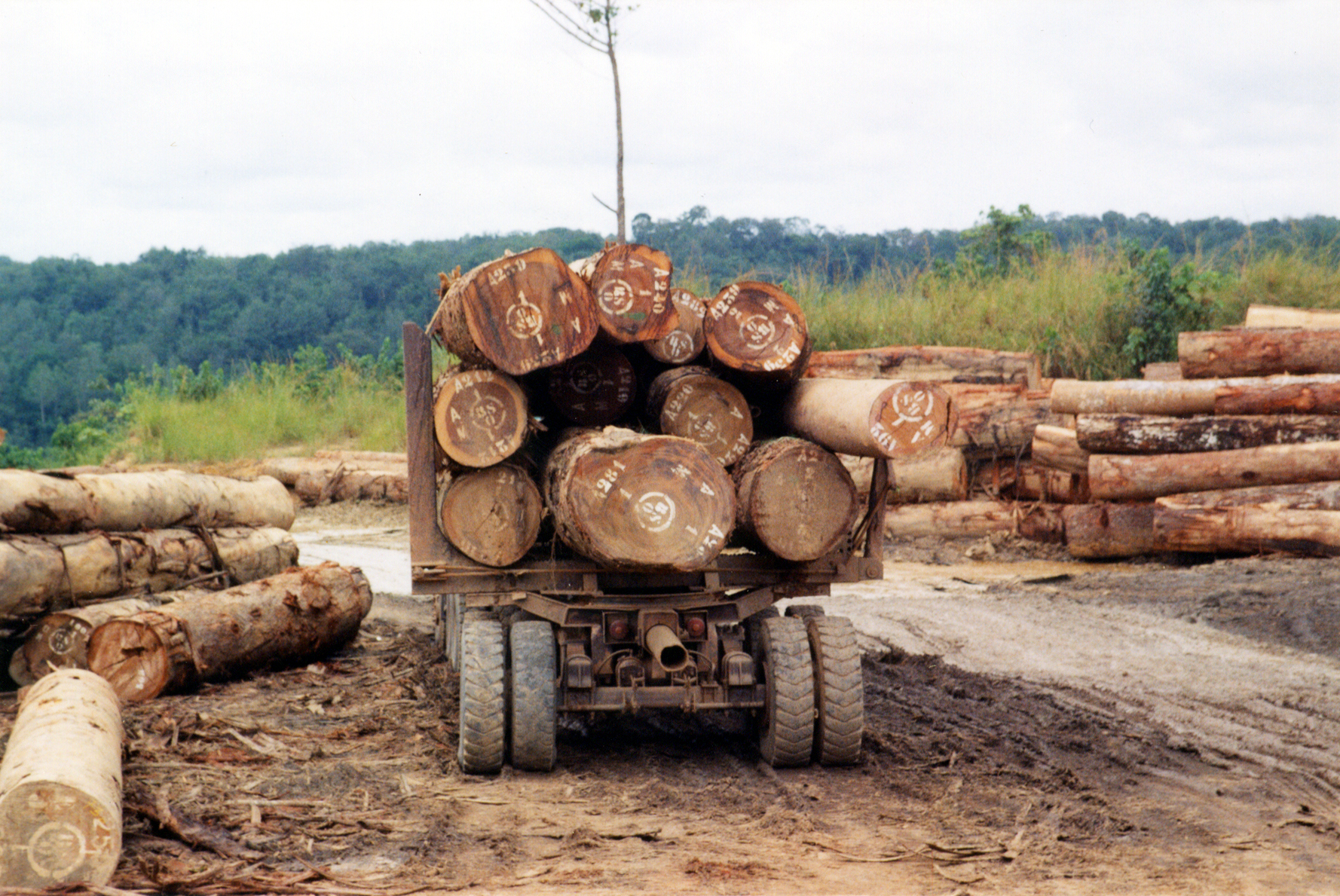
Nákladní auto s dřevem
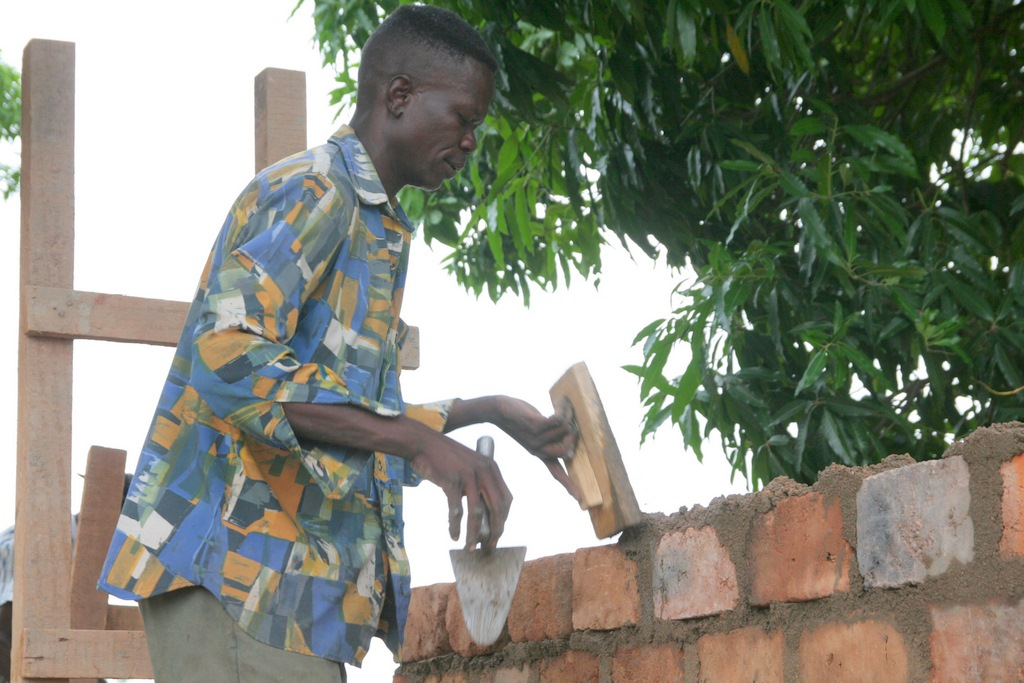
Zedník

## Import a export
Dováženým zbožím jsou elektrická zařízení, chemikálie, léky, motorová vozidla, potraviny, ropné produkty, stroje a textil. Dováží se z Francie, Kamerunu, Nizozemí, Severní Koreji a USA. V roce 2007 činila hodnota dovozu odhadem 237 milionů USD.
Mezi vyvážené komodity náleží bavlna, diamanty, dřevo, káva a tabák. Vyváží se do Belgie, Číny, Demokratické republiky Kongo, Francie, Indonésie, Itálie, Japonska a Maroka. Hodnota vývozu v roce 2007 byla odhadována na 147 milionů USD.
Saldo představovalo 42,6 miliardy USD.

## Spolupráce s Českou republikou
Mezi Českou a Středoafrickou republikou neexistuje žádná smluvně právní dohoda v oblasti ekonomiky.
V roce 2007 se dovoz ze SAR týkal hlavně bavlny, dále dřeva a některých nerostů s celkovou hodnotou 1 130 USD a vývoz tvořily především telefonní přístroje v hodnotě 152 000 USD.

## Komunikace
V zemi funguje 100 000 mobilních telefonů a 10 000 pevných telefonních linek. V roce 2001 vysílala pouhá jedna televizní stanice. Počet uživatelů internetu překračuje 19 000.